# ノーマ・レイ
『ノーマ・レイ』（Norma Rae）は、1979年公開のアメリカ映画。マーティン・リット監督による社会派ドラマ。
第52回アカデミー賞では作品賞を含む4部門にノミネートされ、主演女優賞、歌曲賞を受賞。サリー・フィールドは、カンヌ国際映画祭女優賞も受賞。

## ストーリー
アメリカ南部の田舎町。ふたりの子どもを育てながら、紡績工場で働くシングルマザー、ノーマ・レイ（サリー・フィールド）は、目標もなく、日々の生活に追われながらも、両親と共に平凡に暮らしていた。ある日、全米繊維産業労働組合から派遣されてきたルーベン・ワショフスキー（ロン・リーブマン）と出会う。各地を訪問し、工場に労働組合を結成しようとするルーベンの知的な生き方に関心を持ったノーマはルーベンに少しずつ影響を受けてゆく。
その頃ノーマは同じ工場で働く、子連れのソニー・ウェブスター（ボー・ブリッジス）と出会い、結婚し3人の母親となる。
ある日の工場内で、ルーベンの勇気ある行動に共感を覚えたノーマは、労働組合の結成活動に参加し、行動を始める。そして工場経営幹部の執拗な妨害と戦いながら、ルーベンとノーマはついに工場に労働組合を設立する投票で過半数を勝ち取る。
目的を達成したルーベンとノーマは友情と絆を感じながらも、別れを告げノーマが見送る中、ルーベンは車で去ってゆく。

## キャスト
| 役名                       | 俳優                       | 日本語吹替                                   |
| 役名                       | 俳優                       | TBS版                                        |
| -------------------------- | -------------------------- | -------------------------------------------- |
| ノーマ・レイ・ウェブスター | サリー・フィールド         | 太田淑子                                     |
| ルーベン・ワショフスキー   | ロン・リーブマン           | 羽佐間道夫                                   |
| ソニー・ウェブスター       | ボー・ブリッジス           | 安原義人                                     |
| ヴァーノン                 | パット・ヒングル           | 宮川洋一                                     |
| リオナ                     | バーバラ・バクスレー       | 高村章子                                     |
| クレイグ                   | スコット・ロートン         | 鈴木一輝                                     |
| ミリー                     | ジーナ・ケイ・パウンダーズ | 渕崎ゆり子                                   |
| ウェイン・ビリングス       | モーガン・ポール           | 飯塚昭三                                     |
| リロイ・メイソン           | ノーブル・ウィリンガム     | 大木民夫                                     |
| ボニー・メイ               | ゲイル・ストリックランド   |                                              |
| サム・ボーレン             | ロバート・ブロイルズ       |                                              |
| エリス・ハーパー           | ジャック・カルヴィン       |                                              |
| ワトソン博士               | ブース・コールマン         |                                              |
| ルジャン                   | リー・ド・ブルー           |                                              |
| ジョージ・ベンソン         | ジェームズ・ルイージ       |                                              |
| ハバード牧師               | ヴァーノン・ウェドル       |                                              |
| ルシウス・ホワイト         | ボブ・マイナー             |                                              |
| ラマー・ミラー保安官       | グレゴリー・ウォルコット   |                                              |
| ガードナー                 | ロニー・チャップマン       |                                              |
| サム・デイキン             | バート・フリード           |                                              |
| ジェームズ・ブラウン       | フランク・マクレー         |                                              |
| リネット・オダム           | グレイス・ザブリスキー     |                                              |
| ピーター・ギャラット       | J・ドン・ファーガソン      |                                              |
| 農夫                       | ジョージ・R・ロバートソン  |                                              |
| 不明 その他                |                            | 上田敏也 野本礼三 石井敏郎 松岡文雄 千田光男 |
|                            |                            |                                              |
| 演出                       | 演出                       | 田島荘三                                     |
| 翻訳                       |                            |                                              |
| 効果                       |                            |                                              |
| 調整                       |                            |                                              |
| 制作                       | 制作                       | トランスグローバル                           |
| 解説                       | 解説                       | 荻昌弘                                       |
| 初回放送                   | 初回放送                   | 1981年6月29日 『月曜ロードショー』           |

## スタッフ
- 監督：マーティン・リット
- 製作：タマラ・アセイエフ／アレックス・ローズ
- 脚本：アービング・ラベッチ／ハリエット・フランク・ジュニア
- 撮影：ジョン・A・アロンゾ
- 編集：シドニー・レヴィン
- 主題歌：「流れのままに」[1]
  - 歌：ジェニファー・ウォーンズ
  - 作詞：ノーマン・ギンベル（英語版）
  - 作曲：デヴィッド・シャイア

## 参考資料
- DVD 『ノーマ・レイ』20世紀フォックス ホームエンターテインメント ジャパン。